# Villeneuve-Loubet
Villeneuve-Loubet – miejscowość i gmina we Francji, w regionie Prowansja-Alpy-Lazurowe Wybrzeże, w departamencie Alpy Nadmorskie.
Villeneuve Loubet miasto położone na wzgórzu, u ujścia rzeki Loup. Powstało przez połączenie dwóch wiosek: starej miejscowości Villeneuve, znajdującej się dalej od morza oraz wsi Loubet na wybrzeżu Morza Śródziemnego.
Według danych na rok 1990 gminę zamieszkiwało 11 539 osób, a gęstość zaludnienia wynosiła 589 osób/km² (wśród 963 gmin regionu Prowansja-Alpy-W. Lazurowe Villeneuve-Loubet plasuje się na 55. miejscu pod względem liczby ludności, natomiast pod względem powierzchni na miejscu 502.).
Pas wybrzeża oferuje 4 km plaż z europejskim certyfikatem Błękitnej Flagi czystości nieopodal znajduje się Marina Baie des Anges.

## Zabytki i atrakcje turystyczne
- odrestaurowany średniowieczny zamek należący do rodziny Villanova[2]. Okolice zamku otoczone są winnicami, tutaj produkuje się też wina Loire[potrzebny przypis];
- Muzeum Sztuki Kulinarnej poświęcone życiu urodzonemu tu Auguste Escoffier'owi, reformatorowi kuchni francuskiej[2];
- kościół pw św. Marka;
- most na rzece Loup;
- w Parc de Vaugrenier znajduje się jeziorko słodkowodne, które jest bardzo popularne wśród wielu gatunków ptaków.
- w Parc du Loup zobaczyć można 167 gatunków roślinności śródziemnomorskiej.

Uważa się, że jest to jedna z najbardziej zalesiony nadmorskich gmin w tych okolicach.